# قسم مغوية الريفي (مقاطعة بندر لنجة)
قسم مغوية الريفي (بالفارسية: دهستان مغویه) هي منطقة سكنية تقع في إيران في هرمزغان. يقدر عدد سكانها بـ 13,028 نسمة .